# Claig Castle

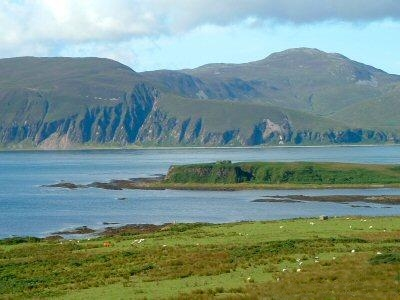
Claig Castle heute

Claig Castle ist eine Burgruine auf der Insel Am Fraoch Eilean vor der Insel Jura in der schottischen Council Area Argyll and Bute. Die Burg war einst eine Festung des Clans MacDonald.

## Geschichte
Die Burg entstand vermutlich im 12. oder 13. Jahrhundert auf der Insel, obwohl die heutigen Überreste der Anlage mehr auf eine spätmittelalterliche Entstehungszeit etwa um 1500 hindeuten. Die Anlage blieb eine Festung der MacDonalds, bis diese im 17. Jahrhundert vom Clan Campbell unterworfen wurden.
Historic Scotland hat die Ruinen als Scheduled Monument geschützt.

## Beschreibung
Die Burg war einst ein massives Fort, das als „Seefestung“ beschrieben wurde. Sie ermöglichte mehr als vier Jahrhunderte den Lords of the Isles des Clan MacDonald, den gesamten Seeverkehr Richtung Norden und Süden durch die Hebriden zu kontrollieren und zu beherrschen.